# Barbara Mettler
Barbara Mettler (ur. 30 czerwca 1971 w Herisau) – szwajcarska biegaczka narciarska, dwukrotna medalistka mistrzostw świata juniorów.

## Kariera
W 1989 roku wystąpiła na mistrzostwach świata juniorów w Vang, gdzie była między innymi ósma w sztafecie i dziesiąta w biegu na 15 km. Podczas rozgrywanych rok później mistrzostw świata juniorów w Les Saisies zdobyła brązowy medal w sztafecie. Ponadto na mistrzostwach świata juniorów w Reit im Winkl w 1991 roku zdobyła srebrny medal w biegu na 15 km.
W Pucharze Świata zadebiutowała 7 grudnia 1991 roku w Silver Star, zajmując 13. miejsce w biegu na 5 km stylem klasycznym. Tym samym już w swoim debiucie zdobyła pierwsze pucharowe punkty. Wielokrotnie startowała w zawodach PŚ, jednak tylko raz znalazła się w czołowej dziesiątce: 8 grudnia 1991 roku w Silver Star była ósma na dystansie 15 km klasykiem. W klasyfikacji generalnej sezonu 1991/1992 zajęła 17. miejsce.
W 1992 roku wystąpiła na igrzyskach olimpijskich w Albertville, jednak plasowała się poza czołową trzydziestką. Na rozgrywanych dwa lata później igrzyskach olimpijskich w Lillehammer jej najlepszym wynikiem było 23. miejsce w biegu łączonym. W międzyczasie brała udział w mistrzostwach świata w Falun, zajmując siódme miejsce w sztafecie i szesnaste na dystansie 30 km techniką dowolną.

## Osiągnięcia

### Igrzyska olimpijskie
| Miejsce | Dzień     | Rok  | Miejscowość | Konkurencja             | Czas biegu | Strata   | Zwyciężczyni      |
| ------- | --------- | ---- | ----------- | ----------------------- | ---------- | -------- | ----------------- |
| DNS     | 9 lutego  | 1992 | Albertville | 15 km stylem klasycznym | 42:20,8    | -        | Lubow Jegorowa    |
| 32.     | 13 lutego | 1992 | Albertville | 5 km stylem klasycznym  | 14:13,8    | +1:19,9  | Marjut Lukkarinen |
| 42.     | 15 lutego | 1992 | Albertville | 5+10 km pościgowy       | 40:07,7    | +5:22,6  | Lubow Jegorowa    |
| 30.     | 13 lutego | 1994 | Lillehammer | 15 km stylem dowolnym   | 39:44,5    | +5:42,4  | Manuela Di Centa  |
| 37.     | 15 lutego | 1994 | Lillehammer | 5 km stylem klasycznym  | 14:08,8    | +1:50,8  | Lubow Jegorowa    |
| 23.     | 17 lutego | 1994 | Lillehammer | 5+10 km pościgowy       | 41:38,9    | +3:38,0  | Lubow Jegorowa    |
| 5.      | 21 lutego | 1994 | Lillehammer | Sztafeta 4 × 5 km       | 57:12,5    | +2:52,6  | Rosja             |
| 41.     | 24 lutego | 1994 | Lillehammer | 30 km stylem klasycznym | 1:25:41,6  | +10:59,2 | Manuela Di Centa  |

### Mistrzostwa świata
| Miejsce | Dzień     | Rok  | Miejscowość | Konkurencja             | Czas biegu | Strata  | Zwyciężczyni      |
| ------- | --------- | ---- | ----------- | ----------------------- | ---------- | ------- | ----------------- |
| 23.     | 19 lutego | 1993 | Falun       | 15 km stylem klasycznym | 44:49,0    | +3:58,0 | Jelena Välbe      |
| 51.     | 21 lutego | 1993 | Falun       | 5 km stylem klasycznym  | 14:07,6    | +1:27,2 | Łarisa Łazutina   |
| 7.      | 25 lutego | 1993 | Falun       | Sztafeta 4 × 5 km       | 54:15,7    | +2:21,3 | Rosja             |
| 16.     | 27 lutego | 1993 | Falun       | 30 km stylem dowolnym   | 1:22:41,3  | +5:59,4 | Stefania Belmondo |

### Mistrzostwa świata juniorów
| Miejsce | Dzień    | Rok  | Miejscowość   | Konkurs                | Wynik     | Strata  | Zwyciężczyni      |
| ------- | -------- | ---- | ------------- | ---------------------- | --------- | ------- | ----------------- |
| 10.     | 16 marca | 1989 | Vang          | 15 km stylem dowolnym  | 50:30,3   | +2:36,7 | Stefania Belmondo |
| 29.     | 18 marca | 1989 | Vang          | 5 km stylem klasycznym | 16:21,8   | +1:22,4 | Stefania Belmondo |
| 8.      | 19 marca | 1989 | Vang          | Sztafeta 4 × 5 km      | 1:05:15,0 | +1:32,0 | ZSRR              |
| 9.      | 29 marca | 1990 | Les Saisies   | 15 km stylem dowolnym  | 48:02,8   | +2:17,0 | Gabriele Heß      |
| 18.     | 30 marca | 1990 | Les Saisies   | 5 km stylem klasycznym | 15:19,9   | +1:23,0 | Olga Daniłowa     |
| 3.      | 31 marca | 1990 | Les Saisies   | Sztafeta 4 × 5 km      | 1:04:35,7 | +38,3   | ZSRR              |
| 11.     | 6 marca  | 1991 | Reit im Winkl | 5 km stylem klasycznym | 15:08,2   | +46,1   | Siri Halle        |
| 2.      | 8 marca  | 1991 | Reit im Winkl | 15 km stylem dowolnym  | 45:01,7   | +5,8    | Gabriele Heß      |
| 4.      | 10 marca | 1991 | Reit im Winkl | Sztafeta 4 × 5 km      | 57:59,7   | +50,9   | Norwegia          |

### Puchar Świata

#### Miejsca w klasyfikacji generalnej
- sezon 1991/1992: 17.
- sezon 1992/1993: 29.
- sezon 1993/1994: 35.

#### Miejsca na podium
Mettler nigdy nie stała na podium zawodów PŚ.